# Mare principe al ungurilor
Mare principe (în limba maghiară: Nagyfejedelem) a fost titlul utilizat de sursele contemporane pentru numirea conducătorului federației triburilor maghiare din secolul al X-lea .
Marele principe (Nagyfejedelem) era cel mai probabil ales de conducătorii federației celor șapte triburi maghiare și, după 881, a celor trei triburi kavare (triburi de hazari disidente), care s-au alăturat maghiarilor. Cel mai probabil, Álmos, primul „pricipe”, tatăl lui Árpád, (fondatorul primei case regale maghiare), a fost numit de haganul hazarilor. În ceea ce privește statutul pricipelui, dacă era doar lider spiritual al federației de triburi - kende, comandant militar al maghiarilor - gyula, sau a fost un titlu nou creat, aceasta este o chestiune care se află încă în dezbatere.
Când ungurii au fost împinși spre vest de popoarele migratoare din leagănul lor istoric (Etelköz) și s-au mutat în Câmpia Panonică (Honfoglalás), puterea nagyfejedelem a avut o perioadă de scădere. Pe timpul lui Géza, Transilvania era guvernată separate de restul teritoriului de un lider semi-independent, (gyula). Ștefan I (Vajk) a fost obligat nu doar să cucerească teritoriile guvernate de gyula, dar și cel conduse de Ahtum (Ajtony). De asemenea, el a trebuit să supună triburile „maghiarilor negri” (triburi maghiare seminomade de nord – în conformitate cu convențiile nomazilor, negrul era asociat nordului).
Titlul Nagyfejedelem a dispărut odată cu încoronarea regelui Ștefan I (Vajk) pe 25 decembrie 1000 sau 1 ianuarie 1002.

## Mari principi (Nagyfejedelem) ai ungurilor
- Álmos (c. 820 – c. 850)
- Árpád (c. 850 – c. 907)
- Zoltan (c. 907 – c. 948)
- Fajsz (c. 948 – c. 955)
- Taksony (c. 955 – c. 973)
- Géza (c. 973 – 997)
- Ștefan / Vajk (997 – 1000). Din 1000 sau începutul lui 1001, primul rege al maghiarilor.

## Vedeți și
- Lista regilor Ungariei
- Principatul Ungariei